# Drug Development and Industrial Pharmacy
Drug Development and Industrial Pharmacy, abgekürzt Drug Dev. Ind. Pharm., ist eine wissenschaftliche Fachzeitschrift, die vom Taylor & Francis-Verlag veröffentlicht wird. Die Zeitschrift wurde 1974 unter dem Namen Drug Development Communications gegründet und änderte ihn 1977 in Drug Development and Industrial Pharmacy. Sie erscheint derzeit mit zwölf Ausgaben im Jahr. Es werden Arbeiten veröffentlicht, die sich mit Fragen der Forschung und Entwicklung im Bereich der Pharmazie beschäftigen.
Der Impact Factor lag im Jahr 2014 bei 2,101. Nach der Statistik des ISI Web of Knowledge wird das Journal mit diesem Impact Factor in der Kategorie Pharmakologie und Pharmazie an 141. Stelle von 254 Zeitschriften und in der Kategorie medizinische Chemie an 34. Stelle von 59 Zeitschriften geführt.